# یواس‌اس پوینست (۱۸۴۰)
یواس‌اس پوینست، (۱۸۴۰) (به انگلیسی: USS Poinsett (1840)) یک کشتی بود که طول آن not known بود.